# Бург, Элизабет де, 4-я графиня Ольстер
Элизабет де Бург (англ. Elizabeth de Burgh; 6 июля 1332 — 10 декабря 1363, Дублин, Ирландия) — англо-ирландская аристократка, 4-я графиня Ольстер и 5-я баронесса Коннахт в своём праве (suo jure) с 1333 года, 12-я леди Клер с 1360 года. Дочь и единственная наследница Уильяма де Бурга, 3-го графа Ольстера, жена Лайонела Антверпенского, герцога Кларенса.

## Биография
Элизабет де Бург родилась в 1332 году в семье Уильяма де Бурга, 3-го графа Ольстера и 4-го барона Коннахта, крупнейшего землевладельца Ирландии, и его жены Матильды Ланкастерской, принадлежавшей к младшей ветви королевской династии Плантагенетов. Она была единственным ребёнком своего отца. Спустя 11 месяцев Уильям де Бург пал жертвой кровной мести. Элизабет унаследовала его титулы и права на обширные родовые владения, но в Ирландии разгорелась полноценная гражданская война между младшими ветвями де Бургов, так что контроль над всеми этими землями был потерян. Мать Элизабет увезла её в Англию. Там Матильда вышла замуж во второй раз, за сэра Ральфа де Уффорда (1343 год), а Элизабет как богатая наследница оказалась под опекой короны, но при этом осталась с матерью.
Король Эдуард III в 1341 году обручил Элизабет со своим вторым сыном — Лайонелом Антверпенским. Об этом браке, заявил король, «настойчиво просили прелаты, дворяне и народ нашей земли Ирландии, как о большом утешении для них, а также для того, чтобы способствовать преданности народа упомянутой страны по отношению к нам». 9 сентября 1342 года в Тауэре Элизабет и Лайонела обвенчали. В 1346 году Эдуард поручил Ральфу де Уффорду вернуть Элизабет контроль над её ирландскими владениями. Тот не справился, и опека над юной графиней Ольстера в том же году была передана королеве Филиппе Геннегау.
В 1347 году Лайонел формально получил титулы и земли, принадлежавшие семье его жены, а в 1352 году брак был консумирован. В 1353 году Эдуард III предоставил невестке ежегодный пенсион в 200 фунтов до того момента, когда она получит назад свои владения. В 1360 году, после смерти бабки по отцу Элизабет де Клер, Элизабет де Бург унаследовала титул леди де Клер. В 1361 году она, по-видимому, сопровождала супруга, отправившегося в Ирландию в качестве наместника, в 1362 году стала герцогиней Кларенс по мужу. Элизабет умерла в 1363 году в Дублине и была похоронена в аббатстве Клер в Саффолке.
Элизабе де Бург оставила после себя только одну дочь — Филиппу, названную в честь её бабки по отцу. Филиппа стала женой Эдмунда Мортимера, 3-го графа Марча. В результате права на обширные земли в Ирландии унаследовали сначала Мортимеры, а потом Йорки. Потомками Элизабет де Бург были Эдуард IV, Ричард III и все английские короли, начиная с Генриха VIII.